# راک هادسن
راک هادسن (انگلیسی: Rock Hudson؛ با نام تولد روی هارولد شرر جونیور (Roy Harold Scherer Jr.)؛ ۱۷ نوامبر ۱۹۲۵ – ۲ اکتبر ۱۹۸۵) بازیگر آمریکایی بود. او یکی از محبوب‌ترین ستاره‌های سینمای زمان خود بود و بیش از سه دهه در سینما فعالیت داشت. او چهره برجسته‌ای در عصر طلایی هالیوود بود.
او با بازی در فیلم وسوسه باشکوه (۱۹۵۴)، و پس از آن با هرچه خدا می‌خواهد (۱۹۵۵) و غول (۱۹۵۶) که برای آن نامزد جایزه اسکار بهترین بازیگر مرد شد، به شهرت رسید. هادسن همچنین با مجموعه‌ای از کمدی‌های رمانتیک با هم‌بازی دوریس دی یعنی حرف‌های خودمانی (۱۹۵۹) و برایم گلی نفرست (۱۹۶۴) به موفقیت ادامه داد. در اواخر دهه ۱۹۶۰، فیلم‌های او شامل دومی‌ها (۱۹۶۶) و توبروک (۱۹۶۷) می‌شدند. هادسن از فیلم‌نامه‌هایی که به او پیشنهاد شد ناراضی بود و به تلویزیون روی آورد و در مجموعهٔ معمایی مک‌میلان و همسرش (۱۹۷۱–۱۹۷۷) ایفای نقش کرد. آخرین نقش او به عنوان ستارهٔ مهمان در فصل پنجم (۱۹۸۴–۱۹۸۵) مجموعهٔ دودمان بود، تا اینکه نوعی بیماری وابسته با ایدز ادامهٔ کار را برای او ناممکن کرد.
اگرچه هادسن در در خصوص تمایلات جنسی خود محتاط بود، اما در میان همکارانش در صنعت سینما مشهور بود که او همجنس‌گرا است. در سال ۱۹۸۴ تشخیص داده شد که هادسن به ایدز مبتلاست. سال بعد، او یکی از نخستین افراد مشهوری بود که تشخیص ایدز خود را به‌طور رسمی اعلام کرد. هادسن نخستین سلبریتی برجستهٔ آمریکایی بود که بر اثر بیماری وابسته به ایدز درگذشت.

## زندگی‌
وی تحت نام روی هرولد شرر جونیور در ۱۷ نوامبر ۱۹۲۵ در وینتکا ایلینوی زاده شد. وقتی چهار سال بیشتر سن نداشت پدرش روی هرولد سینیور مادرش را به بهانهٔ مشکلات مالی تنها گذاشت و کاترین تا هشت سالگی خودش به تنهایی روی کوچک را بزرگ کرد.
وقتی روی هشت ساله بود مادرش با مردی به نام فیتزجرالد ازدواج کرد و همسر مادرش روی را به فرزند خواندگی پذیرفت و نام او رسماً از روی هرولد شرر به روی هارولد فیتزجرالد تغییر کرد.
ناپدری رفتارهای ناهنجاری نسبت به وی روا می‌داشت تا جایی که کاترین برای بار دوم محبور به طلاق شد.
روی در اواخر جنگ جهانی دوم به ارتش آمریکا-نیروی دریایی- پیوست و بعد از آن برای مدتی به عنوان نامه رسان و راننده کامیون مشغول به کار بود
همیشه رؤیای هنرپیشه شدن را در سر می‌پروراند و در تخیلات خود تصور می‌کرد روزی در کنار استودیوهای فیلم‌سازی او را کشف می‌کنند.
اما این هنری ویلسون بود که او را کشف کرد و از قد بلند و چشمان مهربان راک به عنوان ویژگی‌های بارزش نام برد. ویلسون اسم روی هرولد را ابتدا به Roc به معنای ققنوس ولی سپس به Rock به معنای سنگ تغییر داد. هادسون نیز از رودخانه ایی به همین نام الهام گرفته شد.
راک هادسون جوان به کلاس‌های بازیگری رفت و اولین فیلمش Air Cadet را در سال ۱۹۴۸ وقتی ۲۳ سال بیشتر سن نداشت بازی کرد که در آن می‌بایست یک دیالوگ یک خطی را بگوید ولی آنقدر بد بود که در نهایت از فیلم اصلی حذف شد.
بعد از این ناامیدی هادسون جوان تمام فعالیتش را متمرکز بازیگری کرد و با کمپانی یونیورسال قرارداد بست و در وسترن‌های درجه دو بازی می‌کرد. هادسون در اکران فیلم The bend of the river (1952) تشویق بیشتری از هنرپیشهٔ اصلی فیلم یعنی جیمی استوارت دریافت کرد.
هادسون به عنوان هنرپیشهٔ حاشیه ایی بود تا سال ۱۹۵۴ که فیلم Magnificent Obsession را با جین وایمن بازی کرد و این فیلم از او ستاره ایی رمانتیک ساخت و اوج کارش با فیلم غول بود که برای آن نامزد دریافت جایزه بهترین نقش اول مرد مراسم اسکار شد.
هادسون محبوبیتش را در قالب فیلم‌های کمدی ادامه داد که از مشهورترین آنها می‌توان به سه گانهٔ کمدیش با دوریس دی و تونی راندال اشاره کرد.
هادسون در اوایل دههٔ هفتاد و با جایگزین شدن ستاره‌های جدید مجبورا به تلویزیون روی آورد و به عنوان کمیسر استوارت مک میلان در سریالی به اسم مک میلان و همسرش ستاره بود.
آخرین برنامه ایی که از هادسون باقی مانده برنامهٔ *بهترین دوستان دوریس دی* است که بعد از پخش آن برنامه مردم از دیدن چهرهٔ بیمار او شوک شدند.
راک هادسون در دوم اکتبر ۱۹۸۵ بعد از یک سال مبارزه با بیماری ایدز در گذشت. او به عنوان اولین فرد مشهوری که بیماری ایدزش را به همگان اعلام کرد شناخته می‌شود. بعد از وی بنیادهای زیادی برای کمک کردن به بیماران ایدزی تأسیس شد تا دیگر کسانی مثل راک هادسون با آن همه زیبایی و قلب طلایی بدون کمک در دوران بیماری رها نشوند

## زندگی شخصی

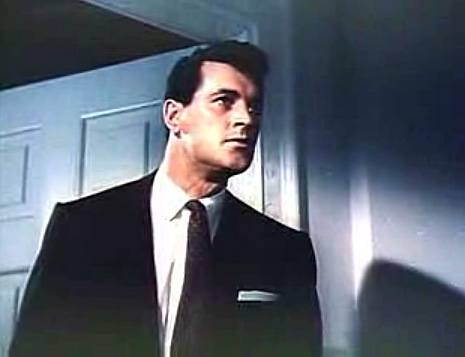
راک هادسون

راک هادسون در تمام مدت حرفه ایی اش تصویر خود را به عنوان مجرد واجد شرایط حفظ کرد و نه خودش و نه هنری ویلسون به عنوان مدیر برنامه هیچ‌گاه نگذاشتند همجنسگرا بودن راک مشخص شود.
یکی از مجله‌ها به عنوان محرمانه اطلاعاتی محرمانه راجع‌به سکشولایتی راک در دست داشت و هنری ویلسون با قربانی کردن داستان تب هانتر راک را نجات داد و بعد از آن راک مجبور شد با منشی هنری ویلیسون فیلیز گیتس ازدواج کند. ازدواجی نمادین که فیلیز از آن خبر نداشت و دیوانه وار عاشق راک شد و بعد از طلاقش از راک (بعد از فهمیدن قضیهٔ همجنسگرایی راک) هیچگاه نه ازدواج کرد نه صاحب فرزندی شد و طبق مصاحبه اش گویا راک عقیم نیز بوده.
دلیل انتقال ویروس اچ آی وی به بدن راک هیچ‌گاه تأیید نشد. عده ایی معتقدند او در جراحی قلبش در سال ۱۹۸۳ آلوده شده و عده ایی دیگر می‌گویند او آن را از فردی ناقل دریافت کرده.
بعد از مرگش مارک کریستین شریک روزهای آخر راک از او به علت آزار و آسیب‌های احساسی شکایت کرد در حالی که هیچ وقت جواب آزمایش کریستین اچ آی وی مثبت نشد و رسانه‌ها معتقند او برای جلب توجه این کارها را کرده. در نهایت دادگاه ۵ میلیون دلار از سرمایهٔ راک را به او بخشید.